# Carrara
Carrara is een stad in het noordwesten van Toscane (Italië), een van de twee hoofdsteden van de provincie Massa-Carrara. De plaats telt 70.000 inwoners en is wellicht het meest bekend om zijn marmergroeven.
In de Apuaanse Alpen, ten oosten van Carrara zijn ongeveer 300 marmergroeven, die bijna vlekkeloos marmer voortbrengen. De marmergroeven stammen al uit de tijd van de Romeinen en zijn daarmee de oudste industrieterreinen ter wereld die nog in bedrijf zijn. Dat marmer werd onder andere gebruikt door Michelangelo voor zijn 'David' en 'Pièta'. Maar ook door Oswald Wenckebach voor de vervaardiging van het borstbeeld van koning Willem II dat staat in het Paleis-Raadhuis te Tilburg.
De Hongaarse edelman Dionysius Andrássy gebruikte dit marmer voor de bouw van een mausoleum in Krásnohorské Podhradie, waar zijn echtgenote Franziska Hablawetz (°1831 - †1902) ter ruste werd gelegd.
Ook binnen de stadsmuren spreidt Carrara zijn natuurlijke rijkdommen tentoon: enkele musea en plaatselijke marmerwerkplaatsen demonstreren de technieken van de marmerverwerking. De Duomo van de stad heeft een romaanse gevel, uiteraard bekleed met het lokale marmer.

## Geboren
- Pietro Tacca (1577-1640), beeldhouwer
- Giorgio Chinaglia (1947-2012), voetballer
- Cristiano Zanetti (1977), voetballer
- Gianluigi Buffon (1978), voetballer
- Simone Del Nero (1981), voetballer
- Francesco Gabbani (1982), zanger
- Federico Bernardeschi (1994), voetballer

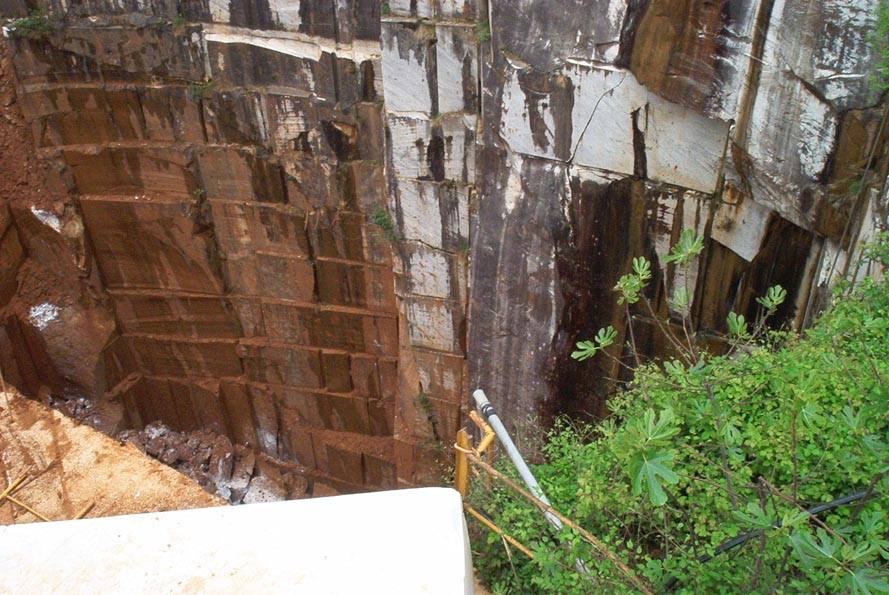
Marmergroeve
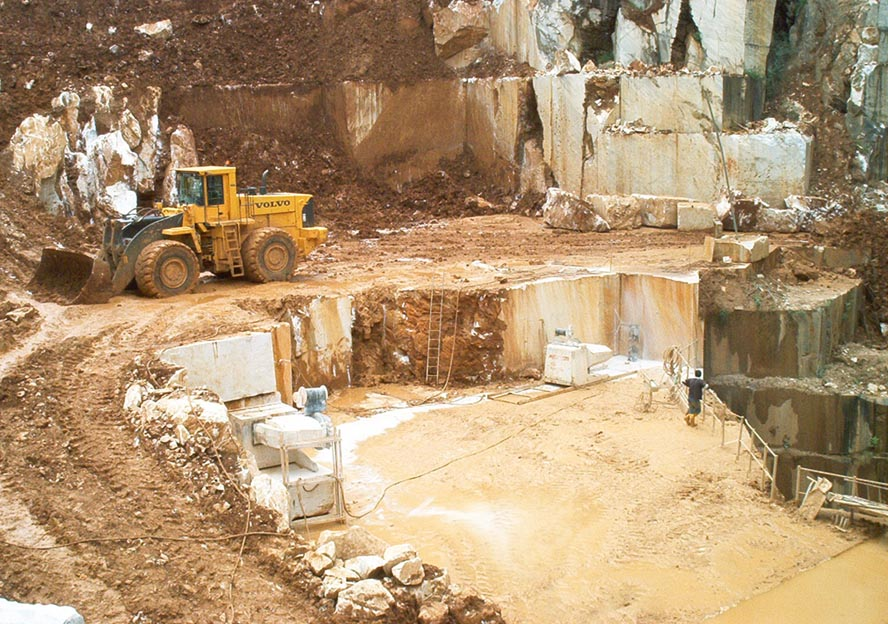
Marmergroeve
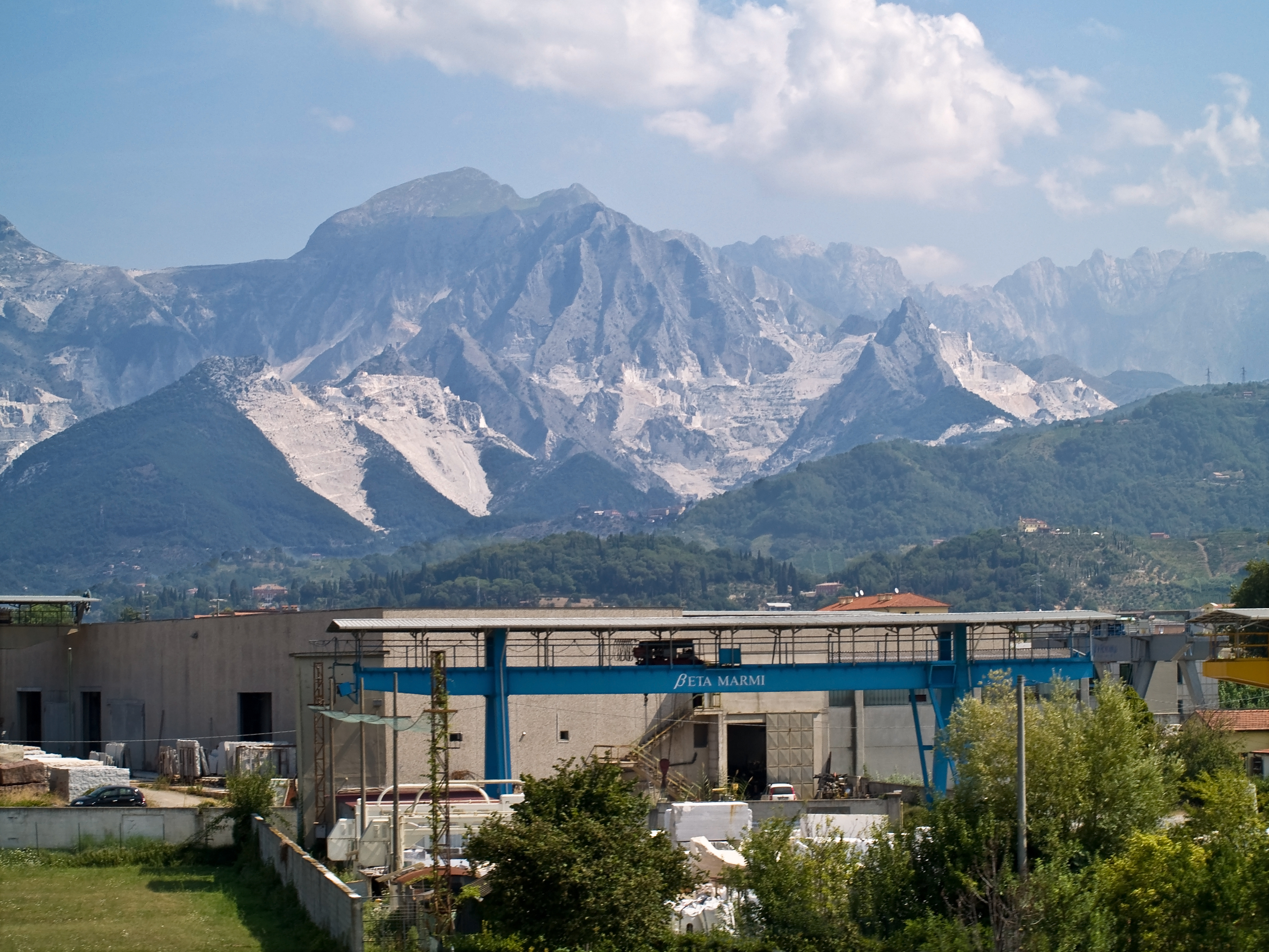
Exploitatie van marmer